# عقاب مارخور نواری غربی
عقاب مارخور نواری غربی (نام علمی: Circaetus cinerascens) نام یک گونه از سرده عقاب مارخور است.